# Akha jezici
Akha jezici, naziv za ogranak južnih lolo jezika, šire lolo-burmanske skupine, koji se govore u Kini, Laosu i Burmi. Dijelila se na dvije osnovne podskupine, to su:
a) Hani (7): 
a1. Bi-Ka (2): biyo [byo], kaduo [ktp] danas se vode pod ngwi jezike; Nedavno priznati jezik enu
a2. Hao-Bai (1): honi danas se vodi pod ngwi jezike;
a3. Ha-Ya (2): akha [ahk], hani [hni] danas se vodi pod ngwi jezike;
Sansu  [sca];
Sila  [slt];
b) Lahu (2): lahu [lhu], lahu shi [kds] /povučen i podijeljen na dva jezika kucong [lkc] i Lahu Shi [lhi] / danas se vode pod ngwi jezike;
Mahei [mja];
Phana' [phq].
Prema novijoj klasifikaciji akha obuhvaća jezike mahei, phana' i podskupinu hani s tri jezika (sansu, sila i novopriznati jezik enu [enu].
a. Hani (3)
a1. Bi-Ka (1): Enu [enu] (Kina)
Sansu [sca] (Myanmar)
Sila [slt] (Laos)
Mahei [mja] (Kina)
Phana’  [phq] (Laos)

## Vanjske poveznice
- Ethnologue (14th)